# Тершаковець Зиновій
Зиновій Григорович Тершаковець (псевдо: «Лисий», «Федір», «Чагрів», «Червень», «Чигирин» (19 серпня 1913, с. Якимчиці, Городоцький район Львівська область — 4 листопада 1948, біля с. Малий Любінь, Городоцький район, Львівська область) — український військовий та політичний діяч, крайовий провідник ОУН Львівського краю (1946–†4.11.1948), в.о. командира Львівської Воєнної Округи УПА ВО-2 «Буг» (поч.1947-†4.11.1948). Майор-політвиховник УПА (посмертно). 
Син громадського та політичного діяча Григорія Тершаковця, двоюрідний брат літературознавця Михайла Тершаковця, троюрідний дядько дисидента Івана Геля (троюрідний брат його матері Февронії Гель (до шлюбу Тершаковець)).

## Життєпис

Зиновій Тершаковець, Ярослав Дякон, Євген Пришляк. Великдень 02.05.1948 р.

Народився 19 серпня 1913 в селі Якимчиці Городоцького району Львівської області. 
Член Пласту, куреня ч.7 ім. кн. Льва (Львів). Активний у «Просвіті» та інших громадських організаціях в Комарнівщині і Городоччині. Студент факультету права Люблінського (1931–1933) та Львівського (1933–1936) університетів, магістр права.
Член ОУН від 1930, організатор підпільної мережі на Комарнівщині. У 1939 заарештовувався польською поліцією. Вийшов на волю у вересні цього ж року, став організатором повстанського загону. З жовтня 1939 районний провідник ОУН на Холмщині, згодом обласний референт пропаганди Холмщини.
Працівник головного осередку пропаґанди ОУН (1940–1941, 1944), повітовий провідник Городоччини (1942–1944), обласний (відтак окружний) провідник ОУН Дрогобиччини (кін. 1944 — сер. 1945), заступник провідника Карпатського краю (сер. 1945 — поч. 1946), провідник ОУН Львівського краю (поч. 1946 — †4.11.1948), в. о. командира Львівської Воєнної Округи УПА «Буг» (поч. 1947 - †4.11.1948), майор-політвиховник УПА (посмертно).
Загинув у боротьбі з військом НКВС разом зі своєю охороною 4 листопада 1948 біля села Малий Любінь.